# منتخب بلغاريا لكرة الطائرة للسيدات
منتخب بلغاريا الوطني لكرة الطائرة للسيدات (بالبلغارية: Женски национален отбор по волейбол на България)‏ هو ممثل بلغاريا الرسمي في المنافسات الدولية في كرة طائرة في فئة كرة الطائرة للسيدات.